# حاتم غوله
حاتم غوله (عربی: حاتم غولة؛ زادهٔ ۷ ژوئن ۱۹۷۳) دونده پیاده‌روی سرعت اهل تونس بود.